# Tragia platycalyx
Tragia platycalyx är en törelväxtart som beskrevs av Radcl.-sm.. Tragia platycalyx ingår i släktet Tragia och familjen törelväxter. Inga underarter finns listade i Catalogue of Life.